# Gel de grafè
El gel de grafè és el material més lleuger del món, és un aerogel amb una densitat de 0,16 mg/cm³, menys que l'heli (la densitat esmentada no inclou el pes de l'aire en l'estructura) És aproximadament 7,5 vegades menys dens que l'aire. Va ser desenvolupat a la Universitat de Zhejiang a la Xina.

## Antecessors
Els nanotubs de carboni ofereixen una combinació d'elasticitat, resistència mecànica i baixa densitat, i aquestes propietats han estat explotades en escumes o aerogels basats en nanotubs. No obstant això, totes les escumes i aerogels desenvolupats fins ara a força de nanotubs es sotmeten a col·lapse estructural o deformació plàstica significativa, amb una reducció a la resistència de compressió quan són sotmesos a la tensió cíclica. Aquí, es mostra que un aerogel inelàstic fet de *nanotubs de carboni de paret simple es pot transformar en un material superelàstic recobrint-ho amb entre un i cinc capes de nano plaques de grafè.

## Obtenció
En lloc del mètode sol-gel i mètodes de la plantilla orientada generalment utilitzat per a crear aerogels, Gao i el seu equip van utilitzar un nou mètode d'assecat per congelació que va involucrar solucions d'assecat per congelació dels nanotubs de carboni i grafè per crear una esponja de carboni que es pot ajustar arbitràriament a qualsevol forma.
"Sense necessitat de plantilles, la mida només depèn de la del contenidor", va dir el professor Gao. "Contenidor més gran pot ajudar a produir l'aerogel en grandària més gran, fins i tot a milers de centímetres cúbics o més gran. "

## Propietats
Segons l'investigador responsable del projecte (Gao Chao), el gel de grafè és altament resistent, i flexible, capaç de comprimir-se i tornar al seu estat inicial múltiples vegades. L'aerogel de grafè recobert no exhibeix cap canvi en les propietats mecàniques després de més d'1 × 10⁶ cicles de compressió, i la seva forma original es pot recuperar ràpidament després de l'alliberament de compressió. D'altra banda, el revestiment no afecta la integritat estructural dels *nanotubs o la compressibilitat i la porositat de la xarxa de nanotubs. El recobriment també augmenta el mòdul de Young i el mòdul d'emmagatzematge d'energia en un factor de ~ 6, i el mòdul de pèrdua per un factor de ~ 3. Atribuïm la súper elasticitat i resistència a la fatiga completa a la capa de grafè enfortiment dels punts de reticulació existents o "nodes" en l'aerogel. El grafè és set vegades més lleuger que l'aire, i un 12% més lleuger que l'anterior posseïdor del rècord (aerographite). Un centímetre cúbic d'aerogel de grafè pesa només 0,16 mil·ligrams - o, un metre cúbic pesa només 160 grams.